# Paragylla amoureli
Paragylla amoureli är en fjärilsart som beskrevs av Paul Dognin 1890. Paragylla amoureli ingår i släktet Paragylla och familjen björnspinnare. Inga underarter finns listade i Catalogue of Life.